# Gerald Mortag

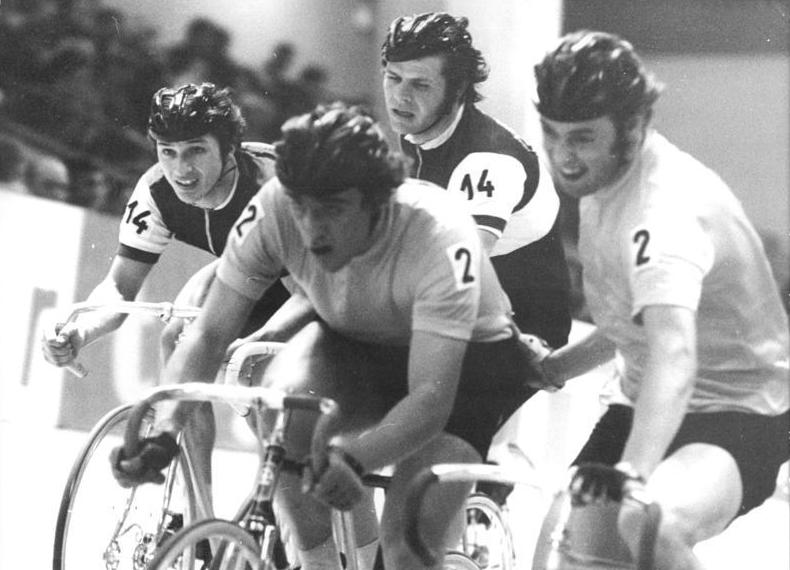
Gerald Mortag (vorn) bei einem Rennen 1977 in Berlin

Gerald Mortag (* 8. November 1958 in Gera; † 30. Januar 2023) war ein deutscher Radsportler und Radsporttrainer. Er wurde dreimal Weltmeister auf der Bahn in der Mannschaftsverfolgung und gewann bei den Olympischen Sommerspielen 1980 in Moskau Silber in dieser Disziplin.

## Sportlicher Werdegang
Als Kind spielte Gerald Mortag zunächst vor allem Fußball. Nachdem er erfolgreich an der Ausscheidung zur Kleinen Friedensfahrt teilgenommen hatte, wurden Radsporttrainer auf ihn aufmerksam und er begann bei der BSG Empor St. Gangloff mit dem Radsporttraining. Kurze Zeit später wurde er zum Leistungszentrum SG Wismut Gera geholt. Seinen ersten DDR-Meistertitel gewann er 1975 in der Einerverfolgung der Klasse Jugend A, auch den Titel bei der Kinder- und Jugendspartakiade konnte er im selben Jahr erringen.
Als Bahnradsportler wurde Mortag für die DDR dreimal Weltmeister in der Mannschaftsverfolgung (1977, 1978, 1979). Bei den Olympischen Sommerspielen 1980 gewann er in der Mannschaftsverfolgung die Silbermedaille mit Uwe Unterwalder, Volker Winkler und Matthias Wiegand, wofür er im gleichen Jahr mit dem Vaterländischen Verdienstorden ausgezeichnet wurde. Weiterhin gewann er mit der SG Wismut Gera vier DDR-Meistertitel auf der Winterbahn: 1977 und 1980 im Zweier-Mannschaftsfahren, 1982 in der Mannschaftsverfolgung sowie 1983 in der Einerverfolgung. Auf der Bahn der Werner-Seelenbinder-Halle in Berlin gewann er die „Internationale Zweier-Mannschaftsmeisterschaft“ 1982 mit Lutz Haueisen als Partner. 1984 gelang ihm ein erneuter Sieg, diesmal mit Jörg Köhler als Partner. 1982 gewann er die 6 Tage um den Preis der Jungen Welt mit Olaf Ludwig als Partner.

## Tätigkeit als Trainer
1987 erhielt er an der DHfK Leipzig sein Trainerdiplom. Bis 2009 war er gemeinsam mit Jens Lang Sportlicher Leiter des Thüringer Energie Teams. Er war Vorsitzender des Förderkreises Radsport Gera e. V. sowie Trainer und Stützpunktleiter beim SSV Gera 1990.
Unter seinen Schützlingen befanden sich Radsportler wie Marcel Barth, Jens Lehmann, Eric Baumann, Sascha Damrow, John Degenkolb, André Greipel, Robert Retschke, Andreas Schillinger, Sebastian Siedler, Robert Wagner und Tina Liebig.

## Erfolge
1976
- Junioren-Weltmeister – Mannschaftsverfolgung (mit Detlef Macha, Jürgen Lippold und Olaf Hill)
- Junioren-Weltmeisterschaft – Einerverfolgung

1977
- Amateur-Weltmeister – Mannschaftsverfolgung (mit Norbert Dürpisch, Volker Winkler und Matthias Wiegand)

1978
- Amateur-Weltmeister – Mannschaftsverfolgung (mit Uwe Unterwalder, Volker Winkler und Matthias Wiegand)

1979
- Amateur-Weltmeister – Mannschaftsverfolgung (mit Lutz Haueisen, Volker Winkler und Axel Grosser)

1980
- Olympiasilber Olympische Spiele – Mannschaftsverfolgung (mit Volker Winkler, Matthias Wiegand und Uwe Unterwalder)

1983
- DDR-Meister – Zweier-Mannschaftsfahren (mit Jörg Köhler)

1984
- Wettkämpfe der Freundschaft – Mannschaftsverfolgung (mit Bernd Dittert, Mario Hernig, Volker Winkler und Carsten Wolf)